# Shop-stop
Kevin Smith amerikai filmrendező 1994-es, fekete-fehérben forgatott első filmje. Gyakorlatilag az egész filmet egy kis vegyesboltban, a mellette nyíló videokölcsönzőben és a bolt előtt vették fel. Ebben a filmben jelenik meg először a rendező szinte összes alkotásában szereplő, a bolt előtt ácsorgó két, kissé ütődött füves, Jay és Néma Bob. Egy munkanap történései, nyitástól zárásig, folynak több egymásba csúszó fejezeten keresztül.
Bár a filmet mindössze 27 ezer dollárból forgatták, közel 3 milliós bevételt hozott, s ezzel Smith karrierje is elkezdett felfelé ívelni.

## Cselekmény
A 22 éves Dante Hicks eladó a Villámgyors Vegyesboltban (Quick Stop groceries). A pihenőnapján berendelik dolgozni, ettől egész nap nyomott a hangulata. Ha valami kellemetlenség éri, újra meg újra elkeseredetten ismételgeti: Nekem ma bent sem kellene lennem! (Ezt a mondatot más filmekben, később is elmondja.) Dante konfliktuskerülő típus, bizonytalan önmagában. Barátja, Randal, aki a szomszéd helyiségben működő videokölcsönzőben dolgozik, szinte az ellentéte: embergyűlölő, cinikus és szívesen kötekedik. Régóta barátok, és olyanok mint egy idősödő, zsörtölődő házaspár. Főként a Csillagok háborúja a kedvenc témájuk, amikor Randal átlóg hozzá a boltba. Dante élete két nőhöz köthető: már hét hónapja jár Veronicával, aki a lelkét is kiteszi érte. Még másik iskolába is iratkozott, csak hogy több időt tölthessenek együtt, s a lány így motiválja Dantét, hogy hagyja el a vegyesboltot, és tanuljon tovább. Dante azonban titkon egy másik nőről, Caitlinről ábrándozik, akivel még a gimiben járt öt évig. Ám megdöbbenéssel értesül az újságból, hogy hozzá fog menni egy ázsiai tervezőhöz. Időközben betéved a boltba egy öregúr, aki maszturbáláshoz kér pornóújságot.
Bár úgy volt, hogy pihenőnapján mindössze délig lesz bent, mégis bentragad egész napra a boltban. Egy hokimeccset viszont nem tud lemondani, így azt a bolt lapos tetején tartják meg. Sajnos 12 perc után az egyetlen labda messzire száll, így kénytelen visszamenni dolgozni. Itt értesül, hogy az egyik exbarátnője meghalt, s Randallel elmennek a virrasztásra, még munkaidőben. Ám onnan kénytelenek menekülni, mert Randal véletlenül felborítja a koporsót. Visszatértükkor kellemes meglepetésben lesz részük: Caitlin ott van a boltban. Elmondja, hogy a házasságot meg az eljegyzést csak az anyja találta ki, és nem is gondolja komolyan ezt az egészet. Dante egészen megfeledkezik Veronicáról, és randira hívja Caitlint. Ezután gyorsan hazaugrik, hogy átöltözzön. Visszatértekor azonban döbbenten veszi tudomásul, hogy Caitlin tévedésből egy halottal szeretkezett a bolt vécéjében: a pornóújságos öregúr ugyanis szívrohamban meghalt, épp a mellékhelyiségben. A sokkos Caitlint és a tetemet elszállítják.
Dante teljesen padlóra kerül. Ám ekkor a végig a bolt előtt füvet áruló Jay és Néma Bob bejönnek vásárolni az esti partira. Jay elhívja a srácokat is, de nemet mondanak. Mikor elmesélik a helyzetet, az addig csendes Néma Bob egyetlen megszólalásával eszébe juttatja Danténak, hogy Veronicát szereti. Ám eközben Randal mindent elmondott a lánynak, aki dühösen szakít Dantéval. A feldühödött férfi összeverekszik Randallel. A bunyó végén Dante rájön, hogy nem hibáztathat másokat a saját hülyeségéért, és elhatározza, hogy másnap rendbehozza a dolgait.

### Kimaradt jelenetek
Julie Dwyer (a lány, akinek a virrasztására igyekeznek) holttestének leborítása kimaradt a filmből, feltehetően pénzhiány miatt. A 10 éves jubileumi Clerks X DVD-re azonban felkerült ez a rész is, méghozzá animációs stílusban.
A film végén látható verekedéses jelenet eredetileg hosszabb és durvább is volt. Néhány párbeszédet is megvágtak, valamint egy egészen új befejezése is lett a filmnek. A régi szerint ugyanis zárás után egy álarcos rabló lelövi Dantét, majd kipakolja a pénzt a kasszából. Ezután egy másik vevő (Kevin Smith, szakáll nélkül) cigarettát lop a pult felől. Az is kiderül egy másik kivágott jelenetből, hogy a tettest soha nem kapták volna el, ugyanis Randal korábban kikapcsolta az összes biztonsági kamerát. A jelenet Bob Hawk és John Pierson javaslatára kikerült a végleges változatból.

## Néma Bob szövege
A film végén, amikor Jay és Néma Bob bemennek a boltba cigipapírt vásárolni, és Dante elmeséli nekik a zűrös szerelmi háromszögét, Néma Bob ezt mondja:
Tudod, millió szép lány van a világon, haver, de nem mindegyik hoz lasagnát ebédre. A legtöbb csak csalja az embert.

## Szereplők
| Szerep                           | Színész            | Magyar hang       |
| -------------------------------- | ------------------ | ----------------- |
| Dante Hicks                      | Brian O'Halloran   | Kaszás Gergő      |
| Randal Graves                    | Jeff Anderson      | Miller Zoltán     |
| Veronica Loughran                | Marilyn Ghigliotti | Murányi Tünde     |
| Caitlin Bree                     | Lisa Spoonauer     | Györgyi Anna      |
| Jay                              | Jason Mewes        | Alföldi Róbert    |
| Csendes Bob                      | Kevin Smith        | Földi Tamás       |
| Chewlie-ügynök                   | Scott Schiaffo     | Forgács Péter     |
| Rick Derris                      | Ernest O'Donnell   | Boros Zoltán      |
| Heather Jones                    | Kimberly Loughran  | Somlai Edina      |
| Egészségügyi hivatal képviselője | Ken Clark          | Fazekas István    |
| Idős férfi                       | Al Berkowitz       | Dobránszky Zoltán |
| Bádogos                          | Thomas Burke       | Balázsi Gyula     |
| Willam Black                     | Scott Mosier       | Selmeczi Roland   |

## Forgatás
Az egész filmet fekete-fehérben forgatták, mindössze 27 575 dollárból. A pénz előteremtéséhez Kevin Smith eladta képregénygyűjteményének egy részét, hitelkártyakeretet használt fel, valamint felvett egy biztosítási összeget egy áradásban elsüllyedt autóért. A filmet 21 egymást követő napon vették fel. Eredetileg Smith játszotta volna Randal szerepét, de mikor rájött, hogy nem írhat-rendezhet, nem dolgozhat egy boltban, és nem főszerepelhet egy filmben egyszerre, mást keresett a szerep eljátszására.
A Villámgyors Vegyesbolt egy valóban létező hely New Jersey Leonard sugárútján. Mivel a bolt nappal ment, Smith csak éjjel kapott lehetőséget a filmezésre, fél 11 és fél 6 között. Ezért rakták be a filmbe azt a jellegzetes geget, hogy a redőnyök lakatjába rágógumit raktak, és ezért nem lehetett őket felhúzni: így nem volt feltűnő a sötétség nappal. Mivel Smith nappal a boltban volt eladó, éjjel pedig forgatott, a 21 nap végéig gyakorlatilag 1 órát aludt naponta, s a forgatás végén már nem bírt ébren maradni.
Szintén költségvetési okokból több szerepben a rendező rokonai láthatóak. A tejes nő nem más, mint Kevin Smith édesanyja, a tökéletes tucatot kereső befektetési tanácsadót véleményező inszeminátor nő pedig Smith húga. Néhány régi barát is felbukkan epizódszerepben.
Dante szakálla a film több jelenetében is változtatja a hosszát. Ennek az volt az oka, hogy Brian O'Hallorannek rendezői instrukcióra előbb le kellett azt borotválnia, majd visszanöveszteni, miután kiderült, hogy mégis jobban áll neki.
Bár a filmben se meztelenség, sem erőszak nem volt, az MPAA a vulgáris nyelvezet miatt 17 éven felülieknek besorolást írt elő a filmnek. Ez azonban tragikus következményekkel járt volna, ugyanis nagyon kevés amerikai mozi vetíthette volna a filmet. Neves ügyvédek segítségével a Miramax letornázta a sokkal barátibb „R” besorolásba.

## Fogadtatás
A Shop-stop igazi kasszasiker lett, hárommillió dolláros bevételt hozott, még annak ellenére is, hogy egyszerre 100 mozinál többen sosem játszották. A cannes-i filmfesztiválon két díjat is elnyert. A Total Film magazin szerint minden idők 16. legjobb komédiája. Az Empire magazin szerint minden idők 4. legjobb független filmje. Bekerült az 1001 film, amit látnod kell, mielőtt meghalsz című könyvbe is.
A Rotten Tomatoes 86%-ra értékelte, közönsége pedig 91%-ra, ez is hozzájárult ahhoz, hogy a film igazi kultuszklasszis lett.

## Házimozi-megjelenés
Legelőször VHS-re jelent meg a film 1995. május 23-án. Augusztus 30-án pedig a lézerlemez-változat is kijött. Ez utóbbin kimaradt jelenetek, rendezői kommentár, valamint egy Soul Asylum-videóklip is látható volt. Az első DVD-változat 1999 júniusában ezen a lézerlemez-kiadáson alapult. 2005-ben pedig Sony PSP-re is megjelent, UMD formátumban. A későbbiekben várható a Blu-Ray-kiadás is.
2004-ben aztán megjelent a tízéves évfordulóra a Clerks X, 3 DVD-vel, rengeteg extrával és egy kézikönyvvel.

## Kapcsolódó művek
1995-ben egy élőszereplős tv-sorozat felvételét kezdte meg a Disney. A filmben egyik korábbi szereplő se lett volna benne (kivéve a Ray névre átkeresztelt Jayt), valamint nem lett volna benne vulgaritás. Maga Kevin Smith nem vett részt a pilot elkészítésében, mivel ekkor forgatta a Shop-show-t, de írt egy forgatókönyvet, amit felháborodására visszadobtak. Érdekesség még, hogy Dante szerepére Brian O'Halloran és Jeff Anderson egyaránt jelentkeztek, ugyanis Randal szerepét már másra osztották ki.
2000-ben aztán az ABC csatorna leközölt egy hatrészes rajzfilmsorozatot, melyben az összes korábbi szereplő részt vett. Meglehetős sikere ellenére nem követte folytatás. 2006-ban megjelent a Clerks 1.5 képregény, amely a két film közti időt meséli el.
2006. július 21-én megjelent a Shop-stop 2. Itt a srácok már egy gyorsétteremben dolgoznak, mivel Randal figyelmetlensége miatt leégett a vegyesbolt. 
2022. szeptember 13-án megjelent a harmadik epizód is.